# Erica Johnson Debeljak
Erica Johnson Debeljak, pisateljica, esejistka, prevajalka, * 17. september 1961, San Francisco, Kalifornija, ZDA.

## Življenje
Erica Johnson Debeljak se je rodila in odraščala v San Franciscu in se leta 1981 preselila v New York. Na univerzi Columbia je leta 1984 diplomirala iz francoščine, leta 1988 pa magistrirala iz poslovne administracije na univerzi v New Yorku. Zaposlila se je kot finančna analitičarka v francoski banki Banque National de Paris v New Yorku, kjer je delala pet let. Leta 1991 je spoznala slovenskega pesnika Aleša Debeljaka in se dve leti za tem preselila v Ljubljano, se z njim poročila in si ustvarila družino. Postala je prevajalka, pisateljica, publicistka in kolumnistka časopisa Delo (v člankih je ostro kritizirala slovenski šolski sistem, vlado, slovensko zunanjo politiko itd., kar dokazuje njeno aktivno vpetost v slovensko družbeno dogajanje), piše pa tudi za tuje publikacije in revije. Leta 2006 je magistrirala iz ustvarjalnega pisanja na univerzi v New Orleansu. Pisati je začela šele po prihodu v Slovenijo, zato tudi pravi, da je Slovenija njena pisateljska domovina. Piše v angleškem jeziku, vendar so njene knjige objavljene v slovenščini. Je članica Društva slovenskih pisateljev in članica izvršnega odbora Amnesty International Slovenija.

## Delo
Izdala je naslednje knjige: Tujka v hiši domačinov (1999) (COBISS), Srečko Kosovel: Pesnik in jaz (2004) (COBISS) (obe je prevedla Jana Cedilnik), Tako si moj (2007) (COBISS), Forbidden bread (2009) (COBISS) oziroma Prepovedani kruh (2010) (COBISS) in Antifa cona (2012) (COBISS) (prevedel jih je Andrej E. Skubic). Prve štiri so avtobiografske in esejistične narave, zadnja pa spada v žanr kriminalk. Roman Tovarna koles (2015) (COBISS) je prevedla Maja Novak. Po smrti moža je izdala knjigo Devica, kraljica, vdova, pra-sica (2021), ki je postala knjiga tega leta na Slovenskem knjižnem sejmu in štiri leta zatem roman Samo seks (2025). Njena dela so prevedena v italijanščino, nemščino, madžarščino in slovaščino.
V angleščino je prevajala dela Borisa Pahorja, Ferija Lainščka, Daneta Zajca, Iva Svetine, Milana Dekleve in Srečka Kosovela.
Kolumne in eseje objavlja v časopisih Delo, Pogledi, Večer, Nova revija, Sodobnost, Mladina, Ampak itd.,  eseje in kratke zgodbe pa v tujih časopisih in literarnih revijah US News and World Report, Glimmer Train, Prairie Schooner, The Missouri Review, Nimrod, Epoch, Common Knowledge, Eurozine.
Od leta 2016 je članica žirije nagrade večernica.

## Nagrade
Za kratko zgodbo Voda (prevedena v zbirki Tako si moj) je dobila nagrado uredništva ameriške revije Nimrod, leta 2007 pa nagrado revije Glimmer Train za obravnavo družinske tematike. Leta 2016 je bila nominirana za nagrado mira, ki jo podeljuje ženski odbor Slovenskega centra PEN Mira.